# 미라이다이라역
미라이다이라역(일본어: みらい平駅, かしわたなかえき)은 일본 이바라키현 쓰쿠바미라이시에 있는 철도역이다. 수도권 신도시 철도 쓰쿠바 익스프레스 선의 역이며, 역 번호는 16이다.

## 승강장

### 쓰쿠바 익스프레스
상대식 승강장 2면 2선 고가역.
| 1 | TX 쓰쿠바 익스프레스 | 쓰쿠바 방면                                            |
| 2 | TX 쓰쿠바 익스프레스 | 모리야·나가레야마오타카노모리·기타센주·아키하바라 방면 |

난간형 스크린도어가 설치되어 있다.

## 이용 현황
- 2009년 5월: 3,100명

## 역세권 정보
100엔샵

## 역사
- 2004년 3월 12일: 감사 운전을 위해, 처음으로 전철이 노선 연장.
- 2005년 8월 24일: 영업 개시.

## 인접역
| 수도권 신도시 철도 TX 쓰쿠바 익스프레스 | 수도권 신도시 철도 TX 쓰쿠바 익스프레스 | 수도권 신도시 철도 TX 쓰쿠바 익스프레스 |
| --------------------------------------- | --------------------------------------- | --------------------------------------- |
| 15 모리야 아키하바라 방면               | ■ 보통                                  | 미도리노 17 쓰쿠바 방면                 |